# Katalin Győrffy
Katalin Győrffy z d. Balláné (ur. 30 maja 1957 w Budapeszcie) – węgierska florecistka, dwukrotna medalistka mistrzostw świata.
Podczas mistrzostw świata w Wiedniu w 1983 roku Węgierki w składzie: Edit Kovács, Zsuzsanna Jánosi, Katalin Győrffy i Gertrúd Stefanek zdobyły brązowy medal we florecie drużynowym. W tej samej konkurencji zdobyła srebrny medal na rozgrywanych dwa lata później mistrzostwach świata w Barcelonie.
Nigdy nie wzięła udziału w igrzyskach olimpijskich.